# Демичев Михайло Опанасович
Михайло Опанасович Демичев (нар. 1885 — 1937) — радянський військовик. У 1932-37 роках командир 1-го кавалерійського корпусу Українського військового округу, комдив. Член Центральної Контрольної Комісії КП(б)У в червні 1930 — січні 1934 р. Член ЦК КП(б)У в січні 1934 — травні 1937 р. Член ВУЦВК. Репресований під час Великого терору.

## Біографія
Народився у селянській родині в селі Куприна Карачевського повіту Брянської губернії (нині Брянської області РФ. Закінчивши сільську школу, пішов на заробітки до міста Катеринослава, де працював у друкарні вальцівником і рознощиком газет.
У 1908 році був призваний в російську армію. Служив до 1911 року рядовим у 14-му Малоросійському драгунському полку, потім отримав чин унтер-офіцера. У 1913 році поступив у школу прапорщиків при штабі дивізії, яку не закінчив у зв'язку з початком війни. Учасник Першої світової війни. Воював у складі 14-го Малоруського драгунського полку. За бойові заслуги в 1917 році отримав звання прапорщика.
З червня 1918 року — у Червоній армії. У 1918—1920 роках — командир взводу і ескадрону 4-го Орловського кавалерійського полку, помічник командира 5-го Алатирського кавалерійського полку з стройової частини. З лисстопада 1919 року командир 5-го Алатирського кавалерійського полку 12-ї кавалерійської бригади. У 1920 році разом із полком увійшов до складу дивізії Червоного козацтва і був призначений командиром її 3-ї бригади. З грудня 1920 року — начальник 8-ї кавалерійської дивізії Червоного козацтва, якою командував до серпня 1921 року. У боях був двічі поранений.
Член РКП(б) з 1920 року.
Після Громадянської війни в Росії на відповідальних командних посадах в кавалерії РСЧА. У 1921—1932 роках — командир і військовий комісар 1-ї кавалерійської Запорізької Червоного козацтва Червонопрапорної дивізії імені Французької компартії Українського військового округу.
У 1924 році закінчив Вищі академічні курси (ВАК) при Військовій академії РСЧА, а у 1928 році — Курси удосконалення вищого начальницького складу при Військовій академії імені Фрунзе. У 1930 році закінчив курси командирів-єдиноначальників при Військово-політичній академії імені Толмачова.
У листопаді 1932 — серпні 1937 року — командир і військовий комісар 1-го кавалерійського корпусу Червоного козацтва імені ВУЦВК і ЛКСМУ Українського військового округу. У серпні 1937 року «за політичною недовірою» звільнений у запас.
9 серпня 1937 року заарештований органами НКВС. Військовою колегією Верховного суду СРСР 19 листопада 1937 року за звинуваченням в участі у військовій змові засуджений до розстрілу. Вирок виконаний 20 листопада 1937 року. Визначенням Військової колегії від 20 жовтня 1956 року реабілітований.

## Звання
- комдив (20.11.1935)

## Нагороди
Був нагороджений двома орденами Червоного Прапора (11.09.1920, 1923). Першим орденом був нагороджений за рейд 5-го Алатирського кавалерійського полку по льоду Сиваша у ніч на 25 січня 1920 р. (в Криму) і розгром позицій противника. Другим орденом нагороджений за «звільнення» м. Стрий у серпні 1920 року.